# Guy Laliberté
Guy Laliberté (Québec, 1959. szeptember 2. –) kanadai vállalkozó, polgári űrhajós.

## Életpálya
Fiatalon megismerkedett a cirkusz világával. Bemutató előadása a tűznyelés volt. Kisebb kitérők után 1984-ben társ-alapítója, vezérigazgatója a Cirque du Soleil vállalatnak. A cirkusz előadását több mint 90 millió ember látta. Kanada 11., a világ 459. leggazdagabb embere (2012).
2009. június 4-től részesült űrhajóskiképzésben a Jurij Gagarin Űrhajós Kiképző Központban. Űrszolgálata alatt összesen 10 napot, 21 órát és 17 percet töltött a világűrben. Űrhajós pályafutását 2009. október 11-én fejezte be.

## Űrrepülések
Szojuz TMA–16 speciális polgári űrhajósa. Összesen 10 napot, 21 órát és 17 percet töltött a világűrben. Szojuz TMA–14 űrhajó fedélzetén tért vissza kiinduló bázisára.